# شوگر ری سیلز
شوگر ری سیلز (انگلیسی: Sugar Ray Seales؛ زادهٔ ۴ سپتامبر ۱۹۵۲) بوکسور اهل ایالات متحده آمریکا بود.